# هيلين بالمر (نبالة)
هيلين بالمر (بالإنجليزية: Helen Palmer)‏ هي نبالة بريطانية، ولدت في 19 سبتمبر 1974.

## وصلات خارجية
- هيلين بالمر على موقع الاتحاد الدولي للرماية بالسهام (الإنجليزية)
- هيلين بالمر على موقع أوليمبيديا (الإنجليزية)
- هيلين بالمر على موقع اللجنة الأولمبية البريطانية (الإنجليزية)